# Штейерман, Эдуард
Эдуард Штейерман (нем. Eduard Steuermann, англ. Edward Steuermann; 18 июня 1892, Самбор — 11 ноября 1964, Нью-Йорк) — австро-американский пианист.

## Биография
Учился во Львове у Вилема Курца, затем у Ферруччо Бузони в Берлине. Одновременно изучал композицию у Арнольда Шёнберга, был первым исполнителем его фортепианного концерта и партии фортепиано в вокально-инструментальном цикле «Лунный Пьеро», переложил для фортепианного трио струнный секстет Шёнберга «Просветлённая ночь». Преподавал в Вене (где у него, в частности, учился игре на фортепиано Теодор Адорно) и Дармштадте (где его ученицей была, в частности, Эрика Хаазе).
В 1938 г. эмигрировал в США, где приобрёл известность, главным образом, исполнением Бетховена и преподаванием в Джульярдской школе музыки. Штейерману принадлежат также собственные произведения — главным образом, фортепианные, а также песни на слова Гофмансталя, Брехта и др.